# Guldhjertet
Guldhjertet er en dansk kortfilm fra 1981, der er instrueret af Bille August efter manuskript af Elin Bing.

## Handling
Familien Danmark til fødselsdag. Mugge, som har fået dette tilnavn, fordi hun er sur og forurettet, vil ikke have oldemors guldhjerte på, og hun vil heller ikke synge med på fællessangen. Men alt bliver godt igen ved oldemors 90-års fødselsdag.